# Grande Belgique

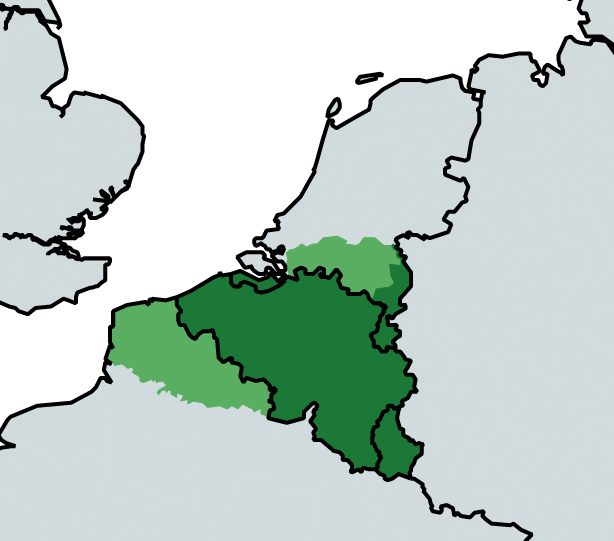
Deux interprétations de la Grande Belgique

Le concept de Grande Belgique (ou de Plus Grande Belgique, en flamand Groter België) est une vision irrédentiste belge qui revendique pour la Belgique un territoire que les nationalistes considèrent comme légitimement belge. Cette vision inclut généralement le territoire allemand appartenant historiquement à l'ancien duché de Limbourg (dont la zone d'Eupen-Malmedy), le Limbourg néerlandais, la Flandre zélandaise et le Grand-Duché de Luxembourg. Dans une moindre mesure, ils revendiquent également la province néerlandaise du Brabant septentrional et les « Pays-Bas français » (soit le Nord-Pas-de-Calais). Peu après la Révolution belge, certains groupes proposèrent même la création d'une fédération belgo-rhénane. De nos jours, la soutien à l'irrédentisme belge est anecdotique et éclipsé par les discussions sur une possible partition de la Belgique ou l'incorporation de la Flandre aux Pays-Bas (voir Grands Pays-Bas).

## Histoire

### Révolution belge

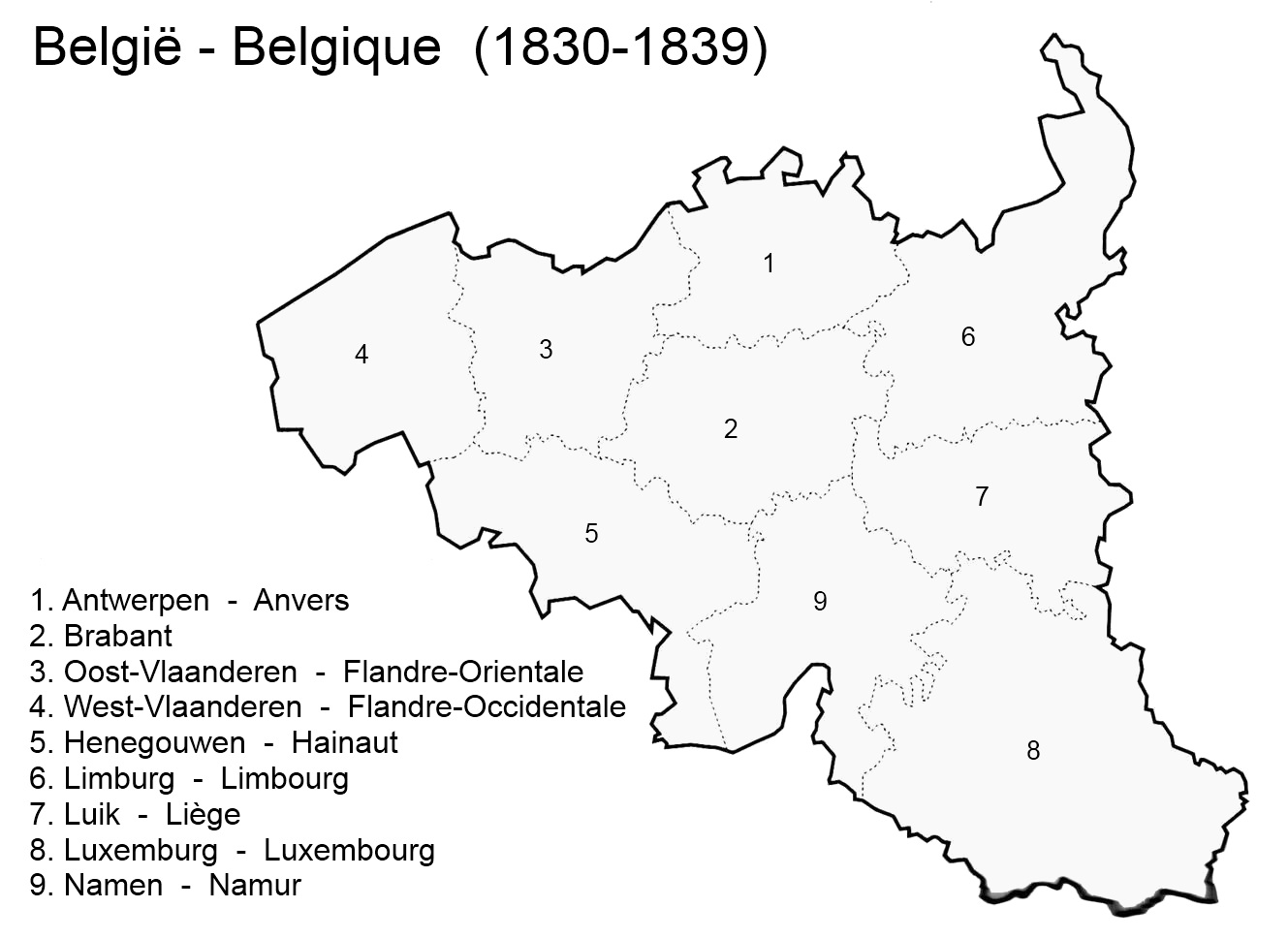
La Belgique entre 1830 et 1839

Lorsque l'État belge est devenu de facto indépendant des Pays-Bas en 1830, il englobait initialement également l'est du Limbourg (à l'exception de Maastricht occupée par les Pays-Bas) et l'est du Luxembourg (à l'exception de la ville de Luxembourg occupée par la Prusse). Le jeune État revendique également le Brabant septentrional et la Flandre zélandaise, mais ne parvient pas à conquérir ce territoire. En 1839, les frontières de la Belgique furent officiellement reconnues, mais elle dut renoncer à l'est du Limbourg et au Luxembourg. Le sentiment irrédentiste vis-à-vis de ces territoires demeure cependant puissant ; même le roi Léopold II envisageait d’envahir le nord.

### La grande Guerre
Après la Première Guerre mondiale, l'irrédentisme belge est redevenu d'actualité car les revendications qu'il impliquait étaient considérées comme faisant partie des réparations de guerre. Les Belges considéraient les actions des Pays-Bas pendant la guerre comme de la collaboration et, de ce fait, l'État belge revendiquait à nouveau la Flandre zélandaise et le Limbourg néerlandais. Après négociations, la Belgique n'a obtenu que le territoire allemand d'Eupen-Malmedy — ce, grâce au traité de Versailles. Cette évolution peut donc être considérée comme le premier et le seul succès obtenu par les irrédentistes belges sur le continent européen.
En 1919, le Luxembourg organise un référendum qui aurait pu conduire un Belge à monter sur le trône, mais celui-ci a été rejeté par sa population. Malgré tout, la Belgique et le Luxembourg négocient peu après une Union économique, conduisant à rapprocher les deux États.
Après la Seconde Guerre mondiale, la Belgique annexa à nouveau quelques hectares de territoire allemand (en), même si elle en restitua la plupart en 1958, ne gardant que les villes de Losheimergraben (Bullingen) et de Leykaul (Bütgenbach).

## Voir également
- Nationalisme thiois
- Crise luxembourgeoise
- Empire colonial belge